# میرعلیلو
میرعلیلو یک روستا در ایران است که در دهستان قره‌سو (مشگین‌شهر) واقع شده‌است. محمد محمد زاده : بحران آب در روستای میرعلیلو ۴ فصلی شد!
تابستان امسال با تشدید مشکل بی آبی نه تنها بخش کشاورزی روستا صدمه دید، بلکه اهالی روستا نیز از بابت آب شرب همواره در مضیقه هستند. 
مشکلی که کماکان در بحث کمبود آب در میرعلیلو به‌عنوان ابزاری برای توجیه در دست مسئولان محلی است، بحث خشکسالی بوده که تمام قصورات و بی مدیریتی‌ها نیز به پای همین مشکل نوشته می‌شود.
با اینکه کانال کشی از سد سبلان بر سر تمامی زمین های کشاورزی روستا منتقل شده و فلکه  نصب شده است ولی از زمان راه اندازی ۱۰ تا ۱۵ سال گذشته است ولی هیچ آبی به این کانال ها انتقال داده نشده است. و هیچ گونه بهره وری نداشته است.
۹۰ درصد اهالی به علت نرساندن اب به زمین های کشاورزی باغ های پربازده خود را رها ساخته و برای کسب رزق و روزی به شهر ها مهاجرت کرده اند .
در پایین صفحه لینک ویدئو ها و گزارش مشکلات موجود توسط آقای محمد محمد زاده تهیه و قرار داده شده است.
هادی منافی: روستای میرعلیلو یکی از حاصلخیز ترین روستاهای مشگین شهر است که کشاورزی مهمترین منبع درآمد اهالی این روستاست، اکثر  در این روستا مورد کشت و بهره برداری قرار میگیرد که مهمترین آنها انگور میباشد